# Jianqing Fan
Jianqing Fan (né en 1962) est un statisticien et un économètre financier. Il est actuellement professeur de finance, professeur de statistique et ancien président du département de la recherche opérationnelle et de l'ingénierie financière (2012-2015) de l'université de Princeton Il est également doyen de la School of Data Science de l'université Fudan depuis 2015. 

## Recherche
Fan s'intéresse à la théorie statistique et aux méthodes en data science, en finance, en économie, en gestion des risques, en apprentissage automatique, en biologie computationnelle et en biostatistique, et ce avec un intérêt particulier pour les statistiques à haute dimension, la modélisation non paramétrique, l'analyse de données longitudinales et fonctionnelles et les séries chronologiques non linéaires. 

## Carrière
Jianqing Fan est co-éditeur du Journal of Econometrics et éditeur associé du Journal de l'American Statistical Association (1996–). En outre, il a été co-éditeur de The Annals of Statistics (2004-2006), co-éditeur du Econometrics Journal (2007-2012) et éditeur de Probability Theory and Related Fields (2003–2005) ainsi que membre des comités de rédaction de nombreuses autres revues, notamment les Annals of Statistics, Econometrica et Journal of Financial Econometrics. Il a été président de l'Institut de statistique mathématique (2006-2009) et président de l'Association internationale de statistique chinoise (2008-2010).[réf. nécessaire]
Après avoir reçu son doctorat de l'université de Berkeley en 1989, il rejoint la faculté de mathématiques de l'université de Caroline du Nord à Chapel Hill (1989-2003) et de l'université de Californie à Los Angeles (1997-2000). Il a ensuite été nommé professeur de statistique et président de l'université chinoise de Hong Kong (2000-2003), et professeur à l'université de Princeton (2003–). Il dirige le Comité des études statistiques à Princeton depuis 2006 et dirige actuellement le département de la recherche opérationnelle et de l'ingénierie financière (depuis 2012).[réf. nécessaire]
Il a coécrit deux ouvrages bien connus (Local Polynomial Modeling (1996) et Séries temporelles non linéaires: méthodes paramétriques et non paramétriques (2003)[réf. nécessaire] et a rédigé ou coécrit 170 articles sur la finance, l'économie, la biologie computationnelle, la modélisation semiparamétrique et non paramétrique, apprentissage statistique, séries chronologiques non linéaires, analyse de la survie, analyse de données longitudinales et autres aspects des statistiques théoriques et méthodologiques. Il est classé parmi les 10 meilleurs scientifiques en mathématiques les plus cités[Quand ?]. Il a reçu différents pour ses travaux sur les statistiques, l'économétrie financière et la biologie informatique parmi lesquels le prix du président COPSS 2000, remis chaque année à un statisticien exceptionnel de moins de 40 ans; une invitation à prendre la parole lors du Congrès international des mathématiciens de 2006; le prix de recherche Humboldt pour l'ensemble de ses réalisations en 2006; la médaille d'or de mathématiques appliquées Morningside, en 2007 rendu hommage tous les trois ans à un remarquable mathématicien appliqué d'ascendance chinoise; une bourse Guggenheim en 2009; le prix Pao-Lu Hsu (2013), présenté tous les trois ans par l'Association internationale de statistique chinoise aux personnes âgées de moins de 50 ans; et la médaille Guy en argent (2014), présentée une fois par an par la Royal Statistical Society.
Fan a de nombreuses affiliations au sein de l’université de Princeton et dans le monde entier. Il a siégé aux conseils consultatifs scientifiques de diverses institutions, dont l'Institut d'économie, Academia Sinica  (08–), Academia sinica, Statistical and Applied Mathematical Sciences Institute (SAMSI) (08-14), Institut de sciences mathématiques. (11–) à l'université nationale de Singapour, département de statistique des entreprises et d'économétrie (coprésident, 09–), Centre de science statistique (10–) à l'université de Pékin, Centre de statistique appliquée et d'économie (10–), université de Humboldt, entre autres.